# 韩国国防部
國防部（韩语：／ Gukbang-bu */?），是韓國中央行政機關之一，統轄韓國軍事。部門首長稱「國防部長」，兼任國務委員。

## 沿革
第二次世界大戰結束後，韓國進入盟軍託管時期。1945年10月，駐朝鮮美國陸軍司令部軍政廳决定在韓國警察部隊的基础上成立了南朝鮮國防警備隊（大韓民國陸軍前身），并于同年11月13日通过军政法令第28号，在美軍政廳下成立了海岸警備隊（大韓民國海軍前身），1946年成立主管機構「國內警備部」，該機構的常用韓語別稱「統衛部」（통위부）則源自大韓帝國時代軍事機構之一的「統衛營」:p220。1948年8月15日後，大韩民国成立，軍事業務随即转由大韩民国国防部負責:p221。

## 總部
國防部總部位於首爾特別市龍山區，佔地面積27.6萬平方米。境內有地上10層的國防部主樓（新館）以及參謀長聯席會議、國防部附樓（舊館）、國防調查司令部、防衛設施司令部、網絡司令部、心理戰團、軍事法庭、檢察廳等直屬單位使用的建築物。
2022年3月20日，新當選的候任總統尹錫悅宣布將會把韓國總統府從青瓦台遷至國防部主樓，即韓國總統室。因此原位於國防部主樓內的國防部長辦公室、副部長辦公室、政策辦公室、規劃協調辦公室等主要部門將搬遷至隔壁的參謀長聯席會議大樓四層，其餘部門則將分散在大約10個地點，包括國防部附樓、前防衛事業廳大樓和政府果川廳舍等處。而原位於參謀長聯席會議大樓四層的參謀長聯席會議部分部門將轉移到位於南泰嶺的首都防衛司令部；考慮到美韓聯合司令部遷往京畿道平澤市，參謀長聯席會議未來將會全部搬遷到南泰嶺。同時，武裝部隊網絡司令部、國防調查總部、勤務支援團等部隊可能將轉移到首都防衛司令部或果川政府大樓，國防部檢察組和軍事法庭也會遷往其他地方。而因總統府安保室將遷入防衛設施司令部大樓，因此防衛設施司令部將暫時搬遷至位於京畿道高陽市的原第30師司令部大樓。
韓國國防部為了中長期恢復本部及聯合參謀本部集中辦公，2022年5月17日在國會的國防委員會會議上表示將新建大樓以實現日常和戰時系統一體化。

## 组织

### 干部
- 國防部長
  - 军事顾问
  - 发言人
  - 部長政策顾问（3人）
  - 国防改革室长（临时组织）
- 國防次長（國防次官）
  - 法务管理官
  - 监査官

### 下属机构
- 运营支援课
- 企画協調室
- 国防政策室
- 人事福祉室
- 战力资源管理室

### 聯合参谋本部與各軍種
- 聯合參謀本部（JCS）
- 陆军本部
- 海军本部
  - 陸戰隊司令部
- 空军本部

### 附属机构
- 国立首尔显忠院
- 国防电算情报院
- 国防宣传院（朝鲜语：국방홍보원）

### 直辖机构
- 国军指挥通信司令部（朝鲜语：국군지휘통신사령부）
- 国军医务司令部
- 国军情报司令部
- 軍事安保支援司令部
- 國軍網戰司令部（朝鲜语：국군사이버사령부）
- 国军体育部队
- 国防大学（KNDU）
- 国防部军备验证团
- 雞龙台勤务支援团
- 國防部軍史編纂研究所
- 国军運輸司令部
- 高等军事法院
- 国防部检察团
- 国防部调査本部
- 国防設施本部
- 国军化生放防护司令部（朝鲜语：국군화생방방호사령부）
- 国防部遺骸发掘鉴识团
- 国防情报本部
- 国军心理战团
- 国防部勤务支援团
- 国军福祉团

### 其他机构
- 国防研究院
- 韓美聯合軍司令部
- 军人共济会
- 战争纪念协会

### 相关机构
- 兵务厅
- 防卫事业厅
- 国防技术品质院
- 國防科學研究所